# Angiolo Profeti
Angiolo Profeti (* 23. Mai 1918 in Castelfiorentino; † 1981) war ein italienischer Kugelstoßer und Diskuswerfer.
Bei den Europameisterschaften 1938 in Paris wurde er im Kugelstoßen Siebter.
1949 siegte er bei der inoffiziellen Premiere der Mittelmeerspiele in Istanbul im Kugelstoßen und Diskuswurf. Im Kugelstoßen gewann er bei den Europameisterschaften 1950 in Brüssel sowie bei den Mittelmeerspielen 1951 in Alexandria Silber und wurde Zwölfter bei den Olympischen Spielen 1952 in Helsinki.
15-mal wurde er Italienischer Meister im Kugelstoßen (1938–1942, 1945–1954) und einmal im Diskuswurf (1950). 1938 wurde er Englischer Meister im Kugelstoßen. Seine persönliche Bestleistung im Kugelstoßen von 15,42 m stellte er am 8. Juni 1952 in Mailand auf.